# 乌兰巴托站
乌兰巴托站（羅馬化：Ulaanbaatar örtöö）是蒙古国首都乌兰巴托的一个火车站，位于市区西南面。车站为全国的铁路客运中心，现时的车站建筑于1949年落成。

## 简介
该站为地上站。有側式月台1座，岛式月台1座。该站是蒙古国最大的火车站，为蒙古国铁路客运、货运处理中心。除了开往蒙古国境内各地的列车外，还有开往莫斯科、北京、呼和浩特的国际列车。 此外，以本站为起点的纳来哈支线是一条专用货运铁路线。应当指出，原则上禁止在站内拍照。
该站之外设有蒙古铁道博物馆，露天展出6辆列车。

## 线路
- 蒙古纵贯铁路经过本站。
- 纳来哈支线以本站为起点，距离终点纳来哈站43公里。[1][2]

## 列车
| 车次    | 目的地                                               | 运营方                    |
| ------- | ---------------------------------------------------- | ------------------------- |
| 003/004 | 莫斯科（雅罗斯拉夫尔） 北京（总站）                  | 中国铁路                  |
| 005/006 | 莫斯科（雅罗斯拉夫尔）                               | 俄罗斯铁路 乌兰巴托铁路局 |
| 021/022 | 二连                                                 | 乌兰巴托铁路局            |
| 023/024 | 北京（总站）                                         | 中国铁路 乌兰巴托铁路局   |
| 033/034 | 呼和浩特                                             | 中国铁路 乌兰巴托铁路局   |
| 263/264 | 赛音山达                                             | 乌兰巴托铁路局            |
| 271/272 | 赛音山达                                             | 乌兰巴托铁路局            |
| 275/276 | 扎门乌德                                             | 乌兰巴托铁路局            |
| 277/278 | 扎门乌德                                             | 乌兰巴托铁路局            |
| 281/282 | 达尔汗（列车: 沙林高勒）                             | 乌兰巴托铁路局            |
| 285/286 | 赛音山达                                             | 乌兰巴托铁路局            |
| 305/306 | 伊尔库茨克                                           | 俄罗斯铁路 乌兰巴托铁路局 |
| 311/312 | 额尔登特                                             | 乌兰巴托铁路局            |
| 609/610 | 博尔温都尔苏木（继续开往乌兰巴托的列车在艾拉格分离） | 乌兰巴托铁路局            |